# Саркома Юинга

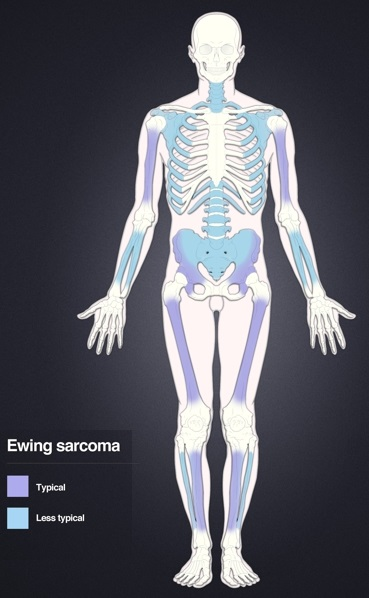
Распространение саркомы Юинга. Фиолетовый цвет — типичные места распространения, синий — наименее типичные.

Саркома Юинга (лат. myeloma endotheliale) — злокачественная опухоль, формирующаяся в костях или мягких тканях. Саркома Юинга, как правило, поражает нижнюю часть длинных трубчатых костей, ребра, таз, лопатку, позвоночник и ключицу. Зачастую радиогенная опухоль, вызываемая воздействием таких радионуклидов, как радий-226 и стронций-90, как и другие злокачественные новообразования костной ткани.  
Открыта американским патологоанатомом Джеймсом Юингом (1866—1943) в 1920 году.
Саркома Юинга является одной из самых агрессивных злокачественных опухолей . До применения системной терапии почти у 90 % больных развивались метастазы. Наиболее частая локализация метастазов на момент первичной диагностики — лёгкие, кости, костный мозг. 14—50 % пациентов к моменту установления диагноза уже имеют метастазы, выявляемые рутинными методами исследования, и гораздо больше больных имеют микрометастазы. Лимфогенное распространение метастазов встречается редко и всегда связано с плохим прогнозом. Редко также имеет место ретроперитонеальное и медиастинальное распространение метастазов. 2,2 % пациентов имеют метастазы в ЦНС при первичной диагностике, и почти все — при генерализации процесса.
Саркома Юинга состоит из мелких круглых клеток со скудной цитоплазмой, круглым ядром, содержащим нежный хроматин и слабо просматривающиеся базофильные нуклеолы. В отличие от остеосаркомы, она не продуцирует остеоид.

## Описание заболевания
Признаки и симптомы
Для костных сарком характерен быстрый рост и раннее метастазирование. Саркома Юинга является второй по частоте среди злокачественных опухолей костей у детей — составляет 10—15 %. Эта опухоль редко встречается у детей моложе 5 лет и у взрослых старше 30 лет. Пик заболеваемости приходится на 10—15 лет.
В возрасте до 20 лет саркомой Юинга чаще поражаются длинные (бедренная, мало- и большеберцовые, плечевая) кости, в более старшем возрасте – плоские кости таза и черепа, ребра, лопатки, позвонки.
Не менее 70 % всех сарком Юинга локализуются на нижних конечностях и в области тазового пояса. Первичное вовлечение в опухолевый процесс костей верхних конечностей, в первую очередь плечевой кости, составляет от 12 до 16 %. Более редкими, не превышающими по частоте 10—13 %, локализациями саркомы Юинга являются позвонки, ребра, ключицы, лопатки, кости черепа, мелкие кости кисти и стопы.
Заболеваемость саркомой Юинга имеет отчетливые географические и этнические особенности. Значительно чаще опухоли этой группы регистрируются у белых подростков по сравнению с жителями стран Африки и Азии. Различия в заболеваемости саркомой Юинга по
половому признаку появляются после достижения больными возраста 13-14 лет. Мальчики болеют чаще, чем девочки в соотношении приблизительно 1,5:1.

### Причины возникновения
К настоящему времени не удалось выявить потенциальные причины возникновения саркомы Юинга. Существует ряд научных данных, свидетельствующих о роли наследственного компонента в механизме развития заболевания. В частности, описано одновременное развитие саркомы у сиблингов, что позволяет судить о значении генетических дефектов.
Идея эндотелиальной природы опухоли Юинга превалировала до 1980 года. Исследования, проведенные в последние годы, показали нейрогенную природу опухоли Юинга. Чаще саркома Юинга является недифференцированной опухолью костей. В специальной литературе появился термин «семейство опухолей типа саркомы Юинга». К нему относят: собственно саркома Юинга; периферические примитивные нейроэктодермальные опухоли (PNET), в том числе PNET костей, и экстраоссальная саркома Юинга.

### Клиническая картина

#### Общие симптомы
Сложность ранней диагностики объясняется отсутствием онкологической настороженности в отношении лиц молодого возраста, стертой клинической симптоматикой, неправильной интерпретацией жалоб больного (например, объяснением их возникновения спортивной или бытовой травмой и т.п.).
- Боль (от момента появления первых болевых ощущений до установления диагноза проходит от 6 до 12 месяцев)
  - Первоначально:
    - слабая и умеренной интенсивности
    - интермиттирующий характер — может самопроизвольно ослабевать и даже полностью купироваться (т. н. «светлые промежутки»)
    - не стихает в покое
    - усиление по ночам
    - отсутствует облегчение при фиксации конечности.

  - По мере роста опухоли боль:
    - становится интенсивнее
    - ограничивает движения в близлежащем суставе вплоть до контрактуры
    - нарушает сон
    - нарушает повседневную активность
- Опухоль с высокой скоростью роста нередко с патологическим переломом (поздний признак — 3—4 мес.)
- Признаки местного воспаления:
  - болезненность при пальпации
  - гиперемия кожи
  - пастозность (отечность) кожи
  - локальное повышение температуры
  - расширенные подкожные вены
- Синдром общей опухолевой интоксикации
  - повышение температуры тела больного (субфебрильная и фебрильная лихорадка)
  - снижение веса и аппетита вплоть до кахексии
  - слабость
  - анемия
  - регионарный лимфаденит
- Метастазы
  - в лёгочную ткань (чаще всего)
  - в костную ткань
  - в костный мозг
  - отдаленные метастазы (очень редко): в висцеральных органах, лимфатических узлах средостения и забрюшинного пространства, плевре, центральной нервной системе в виде поражения менингеальных оболочек и вещества головного и спинного мозга.

#### В зависимости от локализации
- При поражении нижней конечности — хромота
- При поражении позвонков:
  - радикулопатия
  - компрессионно-ишемическая миелопатия с явлениями параплегии,
  - нарушением функции тазовых органов (недержание мочи)
- При поражении костей и мягких тканей грудной стенки (в зарубежной литературе носит название опухоли Аскина):
  - плевральный выпот
  - дыхательная недостаточность
  - кровохарканье

### Диагностика
- Рентгенография костей, пораженных опухолью и её метастазами
- Рентгенография и КТ легких
- КТ или МРТ участков скелета, мягких тканей и любых других анатомических областей, пораженных опухолевым процессом. Наиболее точно определяет размеры опухоли, её связь с окружающими тканями, сосудисто-нервным пучком, распространение опухоли по костно-мозговому каналу.
- Позитронно-эмиссионная томография (ПЭТ)
- Остеосцинтиграфия. Позволяет диагностировать отдаленные метастазы
- Ангиография
- УЗИ
- Исследование костного мозга (билатеральная трепано-биопсия костного мозга из крыльев подвздошных костей). Особенностью опухолевого процесса саркомы Юинга является изолированное поражение костного мозга при отсутствии метастазов в костях вне зависимости от первичной локализации или размера опухоли
- Биопсия опухоли. Материал получают из участка кости, граничащего с костномозговым каналом или мягкотканного компонента
- Иммуногистохимическое исследование. Практически 100 % клеток саркомы Юинга вырабатывают (экспрессируют) на своих мембранах поверхностный гликопротеин СD99 (р30/32MIC2). Определение его экспрессии является убедительным подтверждением клинико-рентгенологического диагноза саркомы Юинга.[7] Кроме того, для клеток саркомы Юинга характерна экспрессия виментина.
- Молекулярно-генетическое исследование. 
  - Флуоресцентная гибридизация in situ. Практически 90—95 % опухолевых клеток имеют транслокацию между 11-й и 22-й хромосомами (t (11;22) (q24;q12)), приводящую к синтезу патологического белка EWS/FLI1 [8]. Определение данного генетического дефекта является патогномоничным симптомом (характерным только для этого заболевания) саркомы Юинга.
  - Полимеразная цепная реакция (RT-PCR). Более чувствительный метод. Используется для определения микрометастазов саркомы Юинга в костном мозге и периферической крови.

#### Гистологическая картина

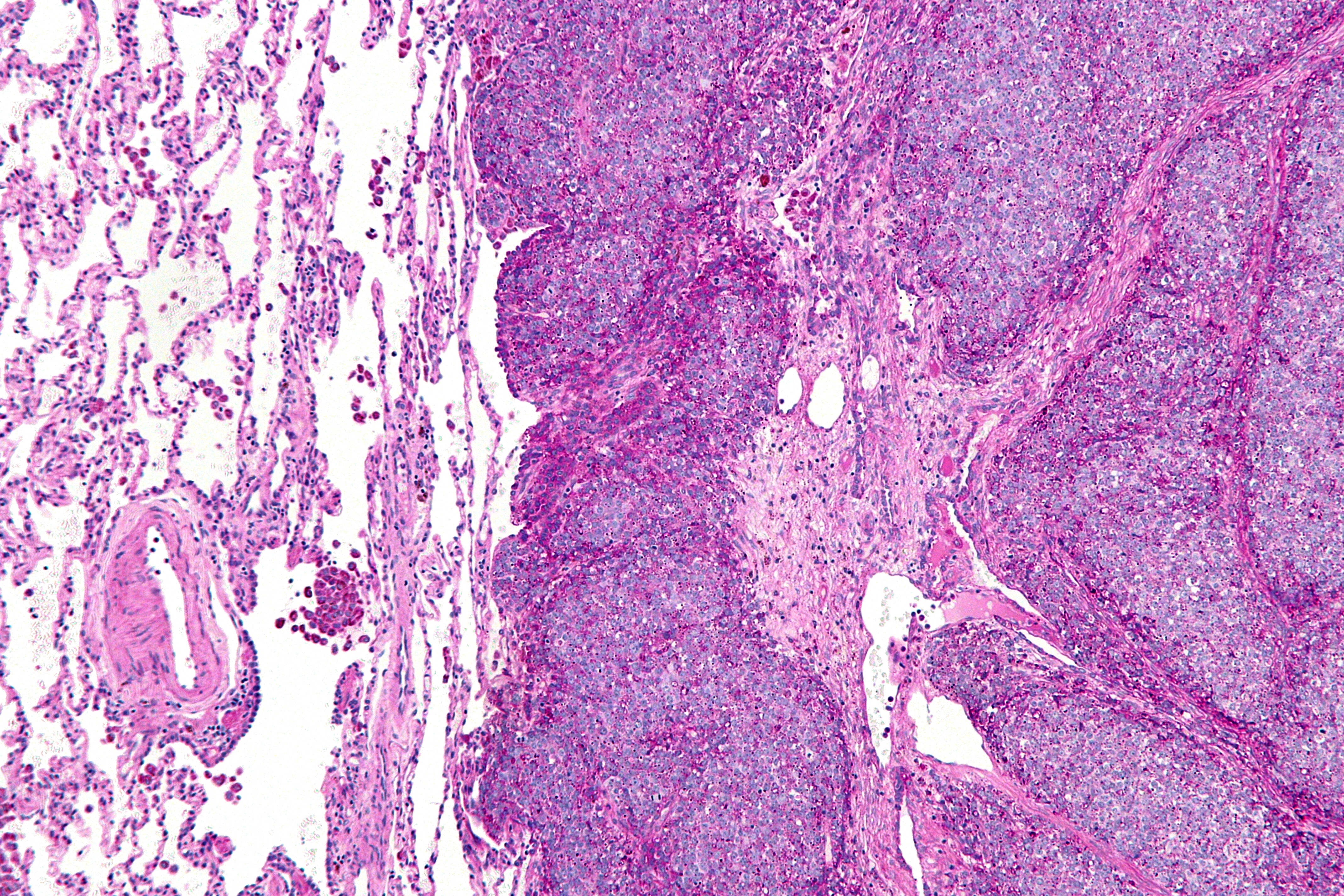
Микрография метастатической саркомы Юинга (справа на изображении) в нормальном легком (слева на изображении).

Классическая гистологическая картина саркомы Юинга представлена бесструктурными агрегатами мелких опухолевых клеток, разделенных фиброзными прослойками. Клетки имеют правильную форму, содержат округлые или овальные ядра, характеризуются высоким ядерно-цитоплазматическим отношением. Заключенная в клеточных ядрах дисперсия хроматина придает им характерный «зеркальный» вид. Митотическая активность в клетках саркомы Юинга, как правило, низкая. Зачастую при патоморфологическом исследовании определяется выраженный некроз опухолевой ткани, с преимущественной локализацией жизнеспособных клеток вокруг сосудов. Особенности морфологии саркомы Юинга затрудняют проведение дифференциальной диагностики с другими мелкоклеточными злокачественными опухолями у детей (нейробластомой, рабдомиосаркомой, неходжкинской лимфомой, синовиальная саркома, лейомиосаркома и др.). Поэтому проведение биопсии недостаточно для постановки диагноза саркомы Юинга 

#### Рентгенологическая картина
- Сосуществование деструктивного и реактивного (остеосклеротического) процессов костеобразования.
- Распространение опухолевого процесса на кортикальный слой вызывает его разволокнение, расслоение, нечёткость контуров, секвестрацию.
- Вовлечение надкостницы стимулирует периостальное костеобразование пластинчатого или игольчатого типа.
- Практически всегда имеется мягкотканный компонент опухоли, по размерам нередко превосходящий участок первичной костной деструкции.
- Характерна однородная структура мягкотканного опухолевого компонента, без элементов патологического костеобразования, обызвествлений или хрящевых включений

#### Магнитно-резонансная томография
- метод выбора при стадировании опухоли

- оценка ответа на химио- лучевую терапию

- позволяет оценить поражение мягких тканей

- низкий сигнал на Т1 взвешенных изображениях 
  - гетерогенное контрастное усиление

- гетерогенно высокий МР сигнал на Т2 взвешенных изображениях

### Лечение
- Многокомпонентная химиотерапия (используются препараты — винкристин, адриамицин, ифосфамид, циклофосфан, актиномицин, вепезид в комбинации). В современных программах лечения применяется предоперационная и послеоперационная полихимиотерапия, при этом учитывается также гистологический ответ опухоли на лечение. Хорошим ответом опухоли на химиотерапию считается наличие менее 5 % живых опухолевых клеток[источник не указан 5014 дней].
- Лучевая терапия на очаг в высоких дозах. При развитии метастазов в лёгкие проводится лучевая терапия на лёгкие.
- Если возможно, радикальное удаление опухоли (включая кость и мягкотканный компонент). Радикальная резекция возможна при очаге в малоберцовой кости, костях предплечья, рёбрах, ключице, лопатке.

Операция улучшает локальный контроль опухоли. В сочетании с интенсивной химиотерапией и лучевой терапией значительно снижается риск местного рецидива. Уменьшение частоты местного рецидива отмечается даже после нерадикальных операций. Современная хирургическая техника позволяет проводить органосохраняющие операции при поражении бедренной, плечевой костей, а также резекцию костей таза.
Пациентам с плохим прогнозом, в частности с метастазами в кости и костный мозг, имеющим выживаемость менее 10 %, в последнее время назначают более интенсивное лечение — химиотерапия мегадозами препаратов с тотальным облучением тела и трансплантацией аутологичного костного мозга или периферических стволовых клеток. Эта терапия позволяет излечить более 30 % больных с распространенным процессом (при метастазах в кости и костный мозг). У больных с хорошей чувствительностью опухоли удается достичь ещё более высоких результатов лечения (7-летняя выживаемость составляет около 50 %).
Эпидемиология
Заболеваемость саркомой Юинга остается неизменной в течение 30 лет .
Заболеваемость для всех возрастов составляет 1 случай на 1 миллион человек в США. У пациентов в возрасте от 10 до 19 лет заболеваемость составляет от 9 до 10 случаев на 1 млн населения. Тот же анализ показывает, что заболеваемость саркомой Юинга в Соединенных Штатах в девять раз выше у белых людей, чем у чернокожих, с промежуточной заболеваемостью у азиатских людей  .
Относительная редкость саркомы Юинга у лиц африканского или азиатского происхождения может быть частично объяснена специфическим полиморфизмом в гене EGR2 .
Средний возраст пациентов с саркомой Юинга составляет 15 лет, и более 50% больных составляют подростки. Были описаны хорошо охарактеризованные случаи саркомы Юинга у новорожденных и детей грудного возраста  . На основании данных о 1426 пациентах, включенных в европейские межгрупповые кооперативные исследования саркомы Юинга, 59% пациентов — мужчины и 41% — женщины